# Нодіко Татішвілі
Нодіко Татішвілі (груз. ნოდარ ტატიშვილი) — грузинський співак, який разом з Софо Геловані представляв Грузію на пісенному конкурсі Євробачення 2013 у Мальме з піснею «Waterfall».

## Біографія
Нодіко було шість років, коли він вперше виступив у Великому концертному залі Тбілісі. Був солістом дитячого ансамблю. У вісім років він став переможцем всенародного конкурсу, а вже в дев’ять років співав з ансамблем «Іверія» в мюзиклі «Два гноми».
У період з 2005 по 2009 рік Нодіко брав участь у багатьох престижних музичних фестивалях і проєктах, але у 2009 році він знявся в популярному грузинському телешоу Geostar, де переміг і став GEOSTAR 2009 (поп-ідол 2009).
Він разом із Софо Геловані представляли Грузію на пісенному конкурсі Євробачення 2013 у Мальме, Швеція. Вже на пісенному конкурсі Євробачення 2015 у Відні, Австрія, він та Софо Геловані були двома з п'яти членів грузинського журі.

## Нагороди
2005 - Міжнародний музичний фестиваль "Паланга 2005", Литва
2005 - "Бурштинова зірка", Литва
2007 - Міжнародний пісенний конкурс "Астана 2007", Казахстан
2007 - Шанхайсько-Малайзійський міжнародний пісенний конкурс, нагороджений як найкращий чоловічий голос, Малайзія
2008 - "Слов'янський базар", нагороджений за друге місце, Білорусь
2009 - Міжнародний пісенний конкурс "Золоті голоси", нагороджений за третє місце, Молдова
2009 - "Геозірка", переможець проекту, Грузія